# 죽음에 관하여
《죽음에 관하여》는 2012년부터 2013년까지 시니, 혀노가 네이버에 연재한 웹툰이다. 이 작품은 삶과 죽음의 경계선에 대하여 이야기 하고 있다. 2018년 1월 30일부터 네이버 웹툰에서 재연재 중이다.